# Henryk Wendrowski

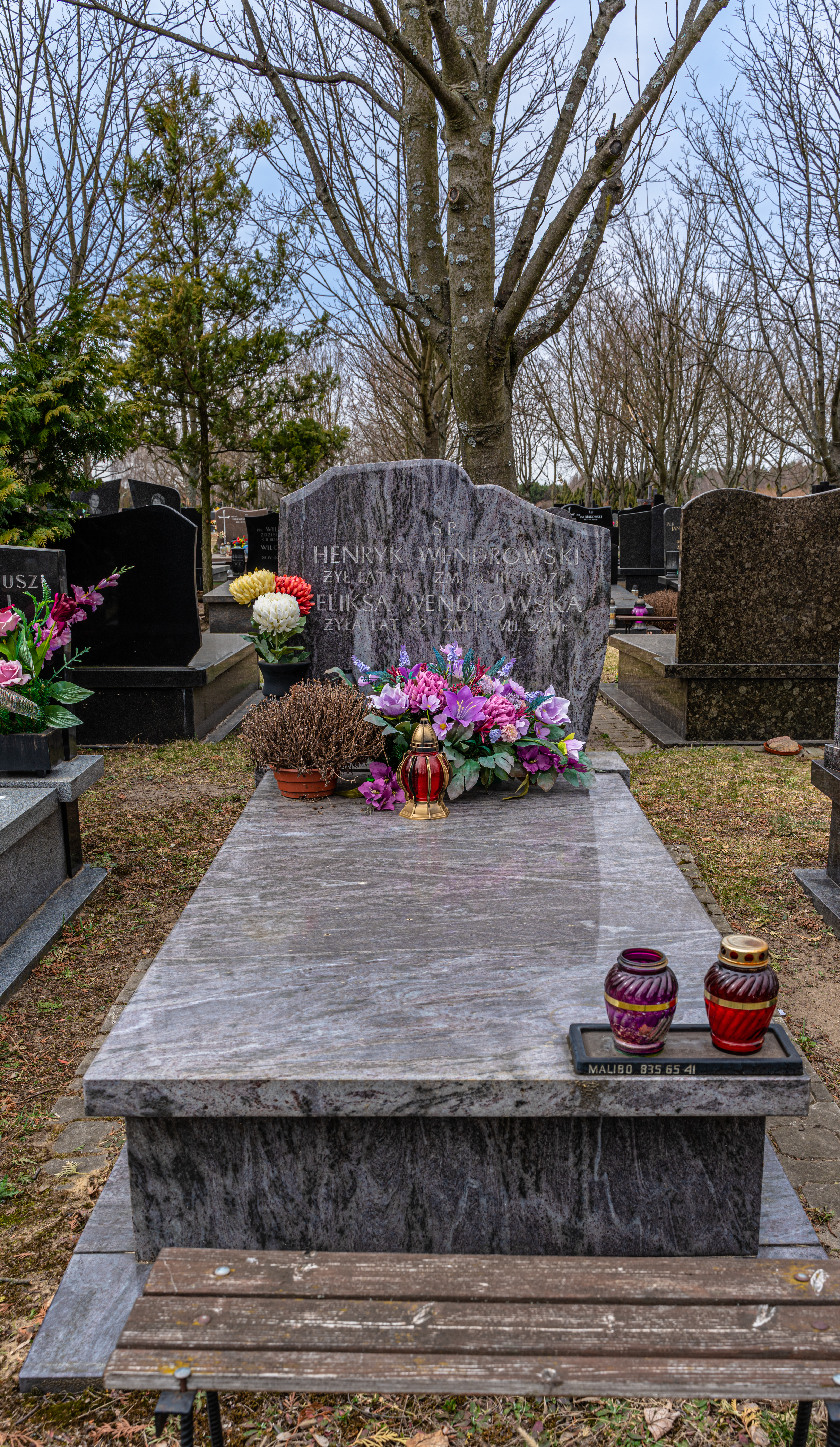
Grób Henryka Wendrowskiego na cmentarzu Komunalnym Północnym w Warszawie

Henryk Wendrowski ps. „Zygmunt”, „Kos” (ur. 28 grudnia 1915?/10 stycznia 1916 w Saratowie, zm. 19 marca 1997 w Warszawie) – funkcjonariusz aparatu bezpieczeństwa i wywiadu PRL, ambasador PRL w Danii i Islandii.

## Życiorys
Był synem Hugona Wendrowskiego (1890–1946) i Zofii Wendrowskiej z d. Iżel (1897–1973). Jego ojciec był pracownikiem kolei, matka prowadziła gospodarstwo domowe. Miał dwoje rodzeństwa, Edwarda (ur. 1919) i Lucynę (ur. 1925).
Od 1919 mieszkał z rodziną w Białymstoku. Tam w 1930 ukończył szkołę powszechną, w 1935 Państwowe Seminarium Nauczycielskie Męskie im. Króla Zygmunta Augusta. Od 1937 pracował jako nauczyciel, najpierw w Nowym Dworze koło Grodna, następnie jako kierownik szkół w Dubrowsku i Brodnicy. W sierpniu 1939 uzyskał stopień kaprala podchorążego w 39 Pułku Piechoty Strzelców Lwowskich, nie brał udziału w działaniach wojennych we wrześniu 1939. Od października 1939 do czerwca 1941 pracował jako nauczyciel w miejscowości Kołodzież, znajdującej się pod okupacją sowiecką. Po wkroczeniu wojsk niemieckich do Białegostoku pracował jako robotnik.
Prawdopodobnie od 1941 uczestniczył w działaniach konspiracyjnych, jako szef komórki legalizacyjnej w Komendzie Okręgu VIII Białystok Polskiej Organizacji Zbrojnej, w marcu 1942 został żołnierzem Armii Krajowej, używał pseudonimów „Narbutt”, „Kos” i „Nawrot”. 1 lipca 1942 został kierownikiem legalizacji Oddziału II Komendy Okręgu AK Białystok, we wrześniu 1942 awansowany do stopnia plutonowego podchorążego. Pod koniec 1943 zatrzymany na kilka dni przez Niemców, następnie wyjechał z Białegostoku i ukrywał się we wsiach w okolicach Knyszyna. W 1944 został kierownikiem komórki legalizacji w Inspektoracie V AK Białystok-Sokółka. 17 sierpnia 1944 został aresztowany przez władze sowieckie i zgodził się na współpracę, pomagając w dekonspiracji członków AK z Okręgu i Inspektoratu Białystok.
W marcu 1945 został członkiem Polskiej Partii Robotniczej, pracował w Komitecie Powiatowym w Białymstoku. We wrześniu 1945 został funkcjonariuszem Powiatowego Urzędu Bezpieczeństwa Publicznego w Olecku, na stanowisku starszego referenta. Z dniem 1 kwietnia 1946 został p.o. szefa tej placówki, 29 czerwca 1946 awansowano go do stopnia podporucznika. W praktyce nie wykonywał przez większą część czasu swoich obowiązków, pracując bezpośrednio dla Ministerstwa Bezpieczeństwa Publicznego. W związku z tym w sierpniu 1946 został przeniesiony do dyspozycji szefa Wojewódzkiego Urzędu Bezpieczeństwa Publicznego w Białymstoku. Został zaangażowany w akcję przeciwko oddziałowi NSZ, dowodzonemu przez Henryka Flame. Dla swojego uwiarygodnienia współtworzył na Śląsku fikcyjne struktury okręgu NSZ, tzw. Śląskie Siły Zbrojne. Występując wobec niego jako oficer NSZ, kapitan „Lawina” podporządkował sobie ten oddział i wydał mu rozkaz przerzutu z okolic Baraniej Góry na Dolny Śląsk. W wyniku tej operacji ponad stu żołnierzy zostało zamordowanych w kilku miejscach na Opolszczyźnie. Po zakończeniu tej akcji, od października 1946 pracował jako starszy referent sekcji 2 Wydziału III Departamentu III MBP, w listopadzie 1946 został awansowany do stopnia porucznika, od 1 marca 1947 kierował swoją sekcją, od sierpnia 1947 kierował sekcją 2 Wydziału II Departamentu III. W pierwszej połowie 1947 uczestniczył jako przedstawiciel MBP w rozmowach z członkami Okręgu WiN Białystok.
Uczestniczył w kolejnych akcjach przeciw podziemiu antykomunistycznemu. W 1947 podając się za przedstawiciela „okręgu NSZ” nawiązał kontakt z ks. Rudolfem Marszałkiem. Brał też udział w wymierzonej przeciwko Zrzeszeniu WiN Operacji Cezary. Podawał się za szefa informacji V Komendy WiN. W lipcu 1948 został awansowany do stopnia majora. Dla uniknięcia dekonspiracji w maju 1949 przeszedł na etat niejawny, a w lutym 1950 formalnie przeniesiony w stan nieczynny. Po zakończeniu w grudniu 1952 operacji Cezary przez dłuższy czas rozważano jego powrót do służby jawnej. Ostatecznie, z dniem 17 grudnia 1953 został naczelnikiem Wydziału III Departamentu III MBP (od 1 stycznia 1955 Komitetu do spraw Bezpieczeństwa Publicznego). Od 7 grudnia 1955 do 10 maja 1956 był wicedyrektorem Departamentu III. Od 28 listopada 1956 do 1 lipca 1958 był naczelnikiem Wydziału IX, od lipca 1958 do 1 maja 1961 naczelnikiem Wydziału VIII (był to ten sam wydział ze zmienionym numerem), od 4 maja 1961 naczelnikiem Wydziału III Departamentu I Ministerstwa Spraw Wewnętrznych. W 1957 został awansowany do stopnia podpułkownika, w 1959 ukończył studia na Wydziale Dyplomatyczno-Konsularnym Szkoły Głównej Służby Zagranicznej.
Od 15 maja 1962 pracował w Ministerstwie Spraw Zagranicznych, początkowo jako wicedyrektor, a od 1 stycznia 1963 dyrektor Departamentu Łączności. Od lutego 1965 do marca 1966 był przedstawicielem Polski w Międzynarodowej Komisji Nadzoru i Kontroli. Następnie został radcą ministra w Departamencie V MSZ, od 1 grudnia 1966 był dyrektorem Departamentu Konsularnego MSZ. Z dniem 7 sierpnia 1968 otrzymał w stopniu pułkownika emeryturę milicyjną.
Od lipca 1968 do lipca 1973 był ambasadorem PRL w Danii, od 1975 dyrektorem Departamentu Konsularnego MSZ, od 1979 do listopada 1981 ambasadorem PRL w Islandii. Następnie przeszedł na emeryturę.
Został pochowany na Cmentarzu Północnym w Warszawie.

## Odznaczenia
Według:
- Krzyż Walecznych (1947)
- Srebrny Krzyż Zasługi (1949, 1952)
- Złoty Krzyż Zasługi (1953)
- Krzyż Oficerski Orderu Odrodzenia Polski (1954)
- Krzyż Komandorski Orderu Odrodzenia Polski (1967)
- Medal 10-lecia Polski Ludowej (1954)
- Medal 30-lecia Polski Ludowej (1974)